# ورنیگروده (ناحیه)
ورنیگروده (به آلمانی: Landkreis Wernigerode) یک ناحیه در آلمان است که در زاکسن-آنهالت واقع شده‌است. ورنیگروده  ۹۴٬۵۵۶ نفر جمعیت دارد.